# 近藤廉治
近藤 廉治（こんどう れんじ、1927年5月3日 - 2023年3月6日）は、精神科医、南信病院理事長。
長野県飯田市出身。1952年信州大学医学部卒。同放射線医学教室勤務。1957年「篩照射に関する基礎的研究」で信州大学医学博士、同年神経科へ移る。国立武蔵療養所、1970年長野県立駒ケ根病院長、1972年開放病棟の南信病院を設立、院長、理事長。

## 著書

### 単著
- 『開放病棟 精神科医の苦闘』合同出版、1975年。
- 『開放病棟で診る 13年間の体験とデータから 続・開放病棟』合同出版、1985年。
- 近藤廉治述 著、愛知県教育サービスセンター 編『開放病棟からみた精神医療の将来』第一法規出版東海支社〈県民大学叢書59〉、1998年。
- 『精神科医のまなざし』中央公論事業出版、2010年。ISBN 978-4895143493。
- 『夢のある地域精神医療 誰でも入れる精神科病院のつくり方』リベルタス・クレオ、2011年。ISBN 978-4895143806。
- 『精神科医のこころざし』中央公論事業出版、2012年。ISBN 978-4895143493。

### 編著
- 西丸四方 著、近藤廉治 編『精神科の臨床から』みすず書房〈西丸四方の本1〉、1991年。ISBN 978-4622039426。
- 西丸四方 著、近藤廉治 編『精神医学の人と書物』みすず書房〈西丸四方の本2〉、1991年。ISBN 978-4622039433。

### 共著
- 近藤廉治、上原国夫『あなたはどこまで正常か』三一書房〈三一新書〉、1964年。

### その他
- 近藤廉治 著「精神障害者をおおう憂鬱」、長沼石根 編『信州を考える』すずさわ書店〈すずさわ叢書2〉、1975年、41-67頁。